# Рождество в джунглях
«Рождество в джунглях» (эст.: Jõulud džunglis) — детский приключенческий фильм 2020 года эстонского режиссёра Яака Кильми.

## Сюжет
Главная героиня — 10-летняя эстонская школьница Паула переезжает в экзотическую страну Индонезию из-за работы отца. Жизнь в далекой стране оказывается трудным испытанием для отношений родителей, и девочка думает, что только рождественское чудо может спасти семью.
Однако для Паулы является открытием, что тут нет зимы и Рождество здесь не празднуется. Её новый друг — местный мальчик Ахим говорит, что где-то в джунглях живет Рождественский шаман, который может исполнить все рождественские пожелания Паулы.
Паула и Ахим решают отправиться в джунгли на поиски шамана. Опасные и захватывающие приключения ждут их на этом пути: духи джунглей, забытые племена и необычные животные, золотоискатели и лесорубы… и Анна с Андреасом — парочка экспрессивных и авантюрных защитников природы, которым дети помогут спасти тропически дождевые леса, и рождественское чудо переплетётся с местными мифами и силами благодарной Природы.

Я провел своё детство, смотря советские детские фильмы и восточно-германские фильмы об индейцах. У них были захватывающие сюжеты, но никаких спецэффектов. Я бы хотел смотреть такие фильмы со своими собственными детьми, фильмы, в которых есть экзотические места и животные, замечательные приключения и содержательная история о самых важных вещах в жизни — что остаётся с вами навсегда.
Оригинальный текст (англ.)I spent my childhood watching Soviet children’s films and East German films about Indians. They had captivating plots but no special effects. I’d like to watch such movies with my own children, films that have exotic locations and animals, great adventures and a meaningful story about the essential things in life – something that stays with you.
— продюсер фильма Робертс Виновскис

## В ролях
- Ревекка Шукста — Паула
- Бридден Фабло Эскобар — Ахим
- Инга Алсина — мама
- Марис Ольте — папа
- Элизабет Лиепа — Ката
- Саара Пийус — Анна
- Пэяру Оя — Андреас
- Джамалудин Латиф — Джамал
- Фаджар Сухарно — шаман
- Гирас Басувондо — папа Ахима
- Кусума Сулист — мама Ахима
- Ибн Гундул — шофёр Ади
- Гита Гиланг — Пак-ибу
- Боян Эмершич — босс
- Виктория Бенчик Эмершич — жена босса
- Тыну Карк — Рождественский шаман
- Агата Кресна Мегуми — Спасительница мира

## Съёмки
Бюджет фильма составил 1,2 миллиона евро, съёмки проходили осенью 2019 года в Индонезии.
Фильм со смешанным актёрским составом (эстонцы, латыши, индонезийцы, словаки) изначально дублирован в двух версиях: на эстонский и на русский языки.

## Прокат
В Эстонии на киноэкраны фильм вышел 4 декабря 2020 года, его посмотрели 27 тысяч зрителей, в ноябре 2021 года фильм был повторно выпущен в кинопрокат.
Фильм был номинирован на премию «Эстонский фильм года» в конкурсе журнала «Kroonika».